# 唐ケ原
唐ヶ原（とうがはら）は神奈川県平塚市にある地名。郵便番号は254-0826。

## 歴史
大磯町大磯から平塚市の花水側西岸一帯の海浜は、古くから「もろこし河原（がはら）」と呼ばれていた。5世紀前後から、朝鮮の人々が集団移住して開拓した土地であったことがその由来といわれている。